# 桂树小山 (佛罗里达州)
桂树小山（英語：Laurel Hill），是美国佛罗里达州奧卡魯沙縣下属的一座城市。建立于1905年。面积约为8.1平方公里（约合3.1平方英里）。根据2010年美国人口普查，该市有人口537人。论人口在本州排行第367。